# Campeonato Rondoniense de Futebol de 1998
O Campeonato Rondoniense de 1998 foi a 57.ª edição desta competição futebolística organizada anualmente pela Federação de Futebol do Estado de Rondônia (FFER).
O torneio foi disputado por apenas quatro equipes entre 19 de abril a 24 de maio. O campeão desta edição foi o Ji-Paraná, da cidade homônima, que terminou na liderança ao final do campeonato, consagrando o seu sexto título e o quarto consecutivo. Graças à campanha, o Jipa garantiu uma vaga na Série C e Copa do Brasil de 1999. O Cruzeiro, de Porto Velho, o vice-campeão desta edição, garantiu uma vaga na Copa Norte de 1999.

## Formato e participantes
O formato do Rondoniense 1998 sofreu uma alteração da edição anterior: as quatro equipes se enfrentariam em partidas de turno e returno, totalizando seis rodadas, e quem terminasse na primeira colocação sagraria-se o campeão desta competição.
Esta edição contou com a volta do Guajará, de Guajará-Mirim, que não disputava a competição desde 1984 e estrearia em torneios profissionais. Também poderia ter contado com o Cerejeiras, Grêmio, Operário, Pinheiros e Vilhena, que mesmo com interesse de participar não obtiveram apoio financeiro. Abaixo, as quatro equipes participantes:
| Equipe      | Cidade        | Títulos            |
| ----------- | ------------- | ------------------ |
| Cruzeiro-RO | Porto Velho   | —                  |
| Guajará     | Guajará-Mirim | —                  |
| Ji-Paraná   | Ji-Paraná     | 5 (último em 1997) |
| Genus       | Porto Velho   | —                  |

## Classificação
A competição começou em 19 de abril e ao término dela, em 24 de maio, foram 35 gols marcados em 12 jogos, concluindo com o Ji-Paraná em primeiro, Cruzeiro em segundo, Guajará em terceiro e Genus em quarto.
Este foi o sexto título do Ji-Paraná e o quarto consecutivo, por ter conquistado também em 1995, 1996 e 1997 e graças à campanha, garantiu vaga em duas competições nacionais: a Série C e Copa do Brasil de 1999. Para o vice-campeão, Cruzeiro, obteve o direito de disputar uma competição regional: a Copa Norte de 1999, que marcou a competição mais importante disputada na história do clube.
| Pos | Equipe      | Pts | J | V | E | D | GP | GC | SG  | Classificado                       |     | JPA | CRZ | GJR | GNS |
| --- | ----------- | --- | - | - | - | - | -- | -- | --- | ---------------------------------- | --- | --- | --- | --- | --- |
| 1   | Ji-Paraná   | 18  | 6 | 6 | 0 | 0 | 13 | 3  | +10 | Campeão e Série C e Copa do Brasil |     | —   | 1–0 | 2–0 | 4–1 |
| 2   | Cruzeiro-RO | 12  | 6 | 4 | 0 | 2 | 13 | 8  | +5  | Vice-campeão e Copa Norte          |     | 1–2 | —   | 2–0 | 2–1 |
| 3   | Guajará     | 6   | 6 | 2 | 0 | 4 | 5  | 10 | −5  |                                    |     | 1–2 | 2–3 | —   | 1–0 |
| 4   | Genus       | 0   | 6 | 0 | 0 | 6 | 4  | 15 | −11 |                                    | 0–2 | 2–5 | 0–1 | —   |     |

### Jogos
A primeira rodada foi disputada em 19 de abril, com uma derrota do mandante Genus para o Guajará por 1–0, enquanto o mandante Ji-Paraná venceu o Cruzeiro, também por 1–0. A segunda rodada foi disputada em 26 de abril, com uma derrota do mandante Guajará para o Ji-Paraná por 2–1 e uma vitória do mandante Cruzeiro contra o Genus por 2–1. A terceira rodada foi disputada em 3 de maio, com mais uma vitória do mandante Cruzeiro por 2–0 contra o Guajará e uma goleada do mandante Ji-Paraná frente o Genus, por 4–1, uma das duas maiores goleadas desta edição.

A quarta rodada foi disputada em 10 de maio, com uma vitória do mandante Guajará por 1–0 frente o Genus e uma derrota do mandante Cruzeiro frente o Ji-Paraná por 2–1. A quinta rodada foi disputada em 17 de maio, com uma vitória do mandante Ji-Paraná frente o Guajará por 2–0 e uma goleada do Cruzeiro por 5–2, empatando em gols de diferença com a do Ji-Paraná e Genus. A sexta rodada, última, foi disputada em 24 de maio, com uma derrota do mandante Genus para o Ji-Paraná por 2–0 e outra derrota do mandante Guajará para o Cruzeiro por 3–2, assim terminando o campeonato.